# 호구의 연애
《호구의 연애》는 MBC TV에서 방영된 텔레비전 프로그램이며 2019년 3월 17일부터 2019년 8월 11일까지 방영되었고 MBC는 해당 프로그램에 앞서 《다시 쓰는 차트쇼 지금 1위는》을 편성할 예정이었지만 이런저런 사정 때문에 불발되자 금요일 오후 8시 30분에 편성됐다.

## 호구의 연애 개요

### 기획 의도
- "우리 동호회에 가입 할래?" 호감 구혼자 5인과 함께 떠나는 두근 두근 설렘 여행을 그린다.

### 분칭
- 《호구의 연애》 분칭은 호감 구혼자의 연애라고 부른다.

### 프로그램의 역사
- 2019년 3월 17일 ~ 2019년 8월 11일 : 첫방송했고 매주 일요일 밤 9시 5분에 독립 편성되어 1부, 2부로 분할 방송되었다.

## 방송 시간
| 방송 채널 | 방송 기간                         | 방송 시간 | 방송 시간                    | 비고      |
| --------- | --------------------------------- | --------- | ---------------------------- | --------- |
| MBC TV    | 2019년 3월 17일 ~ 2019년 3월 24일 | 1부       | 매주 일요일 밤 9:05 ~ 10:05  | 분리 편성 |
| MBC TV    | 2019년 3월 17일 ~ 2019년 3월 24일 | 2부       | 매주 일요일 밤 10:05 ~ 11:05 | 분리 편성 |
| MBC TV    | 2019년 3월 31일 ~ 2019년 8월 11일 | 1부       | 매주 일요일 밤 9:05 ~ 9:50   | 분리 편성 |
| MBC TV    | 2019년 3월 31일 ~ 2019년 8월 11일 | 2부       | 매주 일요일 밤 9:50 ~ 10:35  | 분리 편성 |

## 역대 출연자

### MC
| 진행자      | 방송 기간                         |
| ----------- | --------------------------------- |
| 성시경      | 2019년 3월 17일 ~ 2019년 8월 11일 |
| 유인영      | 2019년 3월 17일 ~ 2019년 8월 11일 |
| 양세형      | 2019년 3월 17일 ~ 2019년 8월 11일 |
| 장도연      | 2019년 3월 17일 ~ 2019년 8월 11일 |
| 레이디 제인 | 2019년 3월 17일 ~ 2019년 8월 11일 |

### 남성 출연진
- 허경환
- 박성광 (18화 재투입)
- 주우재 (8화 투입)
- 양세찬
- 김민규
- 성시경 (마지막 여행으로 인하여 스튜디오 멤버들이 출연)
- 양세형 (마지막 여행으로 인하여 스튜디오 멤버들이 출연)

### 여성 출연진
- 김민선 (13화 투입)
- 김가영 (6화 투입)
- 채지안
- 윤선영
- 조수현 (9화 투입)
- 유인영 (마지막 여행으로 인하여 스튜디오 멤버들이 출연)
- 레이디제인 (마지막 여행으로 인하여 스튜디오 멤버들이 출연)
- 장도연 (마지막 여행으로 인하여 스튜디오 멤버들이 출연)

### 이전 출연진
- 장동우 (군 입대로 인한 하차)
- 황세온 (개인 사정으로 인한 하차)
- 지윤미 (개인 사정으로 인한 하차)
- 오승윤 (음주 운전 방조로 인한 하차 / 현재 촬영된 방송들은 전부 편집, 출연자들과의 겹치는 장면에서는 간혹 출연)

### 스페셜 MC
- 웬디 (레드벨벳) / 2019년 4월 28일 ~ 2019년 5월 5일
- 솔지 (EXID) / 2019년 5월 12일 ~ 2019년 5월 26일 (거제도 편이 3주분으로 변경이 되어 초반에 잠시 출연)
- 김진환 (iKON) / 2019년 5월 26일 ~ 2019년 6월 9일
- 오하영 (에이핑크) / 2019년 6월 9일 ~ 2019년 6월 23일 (13화 후반부에 울산편 방송으로 잠시 출연)

## 최종 러브 라인

### 러브 라인
- 김민규 ♥ 채지안
- 성시경 ♥ 유인영
- 허경환 ♥ 김가영
- 양세형 ♥ 장도연
- 주우재 ♥ 조수현
- 오승윤 ♥ 윤선영

### 러브 라인 실패
- 박성광
- 양세찬
- 레이디제인
- 김민선

## 호감 구혼자 왕, 여왕

### 역대 호구왕 (투표자)
- 1대 호구왕: 허경환 (윤선영, 황세온) [2화 참조] / 데이트 상대: 채지안
- 2대 호구왕: 박성광 (윤선영, 황세온) [6화 참조] / 데이트 상대: 윤선영
- 3대 호구왕: 주우재 (김가영, 윤선영, 지윤미) [8화 참조] / 데이트 상대: 채지안
- 4대 호구왕: 양세찬 (김가영 2표), 김민규 (채지안, 조수현) [10화 참조] / 데이트 상대: 김가영, 조수현
- 5대 호구왕: 김민규 (채지안, 조수현) [15화 참조] / 데이트 상대: 채지안
- 6대 호구왕: 허경환 (김가영 2표), 오승윤 (윤선영 2표), 김민규 (채지안 2표) [16화 참조] / 데이트 상대: 김가영, 윤선영, 채지안
- 7대 호구왕: 허경환 (김가영 2표, 레이디제인 2표)[20화 참조] / 데이트 상대: 김가영

### 역대 호구여왕 (투표자)
- 1대 호구여왕: 김가영 (허경환, 양세찬) [13화 참조] / 데이트 상대: 허경환

### 호구왕 횟수
- 1번: 박성광, 주우재, 양세찬, 오승윤
- 3번: 김민규 (최초로 3연속 호구왕 [4, 5, 6대]), 허경환

### 호구여왕 횟수
- 1번: 김가영

## 여행지

### 역대 여행장소
- 대성리 (1, 2, 3화)
- 제주도 (3, 4, 5, 6화)
- 경주 (6, 7, 8화)
- 거제도 (9, 10, 11화)
- 서울 (11, 12, 13화)
- 울산 (13, 14, 15화)
- 충주 (15, 16, 17화)
- 영월 (18, 19, 20화)

## 제작진
기획 : 최윤정
연출 : 노시용, 노승욱

## 시청률
| 회차 | 방송일          | AGB 시청률      |
| 회차 | 방송일          | 대한민국 (전국) |
| ---- | --------------- | --------------- |
| 1    | 2019년 3월 17일 | 3.4%            |
| 1    | 2019년 3월 17일 | 2.8%            |
| 2    | 2019년 3월 24일 | 2.4%            |
| 2    | 2019년 3월 24일 | 2.3%            |
| 3    | 2019년 3월 31일 | 2.4%            |
| 3    | 2019년 3월 31일 | 2.3%            |
| 4    | 2019년 4월 7일  | 2.2%            |
| 4    | 2019년 4월 7일  | 1.9%            |
| 5    | 2019년 4월 14일 | 2.0%            |
| 5    | 2019년 4월 14일 | 1.9%            |
| 6    | 2019년 4월 21일 | 2.2%            |
| 6    | 2019년 4월 21일 | 1.9%            |
| 7    | 2019년 4월 28일 | 1.9%            |
| 7    | 2019년 4월 28일 | 1.9%            |
| 8    | 2019년 5월 5일  | 1.5%            |
| 8    | 2019년 5월 5일  | 1.5%            |
| 9    | 2019년 5월 12일 | 2.0%            |
| 9    | 2019년 5월 12일 | 1.9%            |
| 10   | 2019년 5월 19일 | 2.1%            |
| 10   | 2019년 5월 19일 | 1.8%            |
| 11   | 2019년 5월 26일 | 2.1%            |
| 11   | 2019년 5월 26일 | 미집계          |
| 12   | 2019년 6월 2일  | 2.4%            |
| 12   | 2019년 6월 2일  | 2.1%            |
| 13   | 2019년 6월 9일  | 2.2%            |
| 13   | 2019년 6월 9일  | 1.8%            |
| 14   | 2019년 6월 16일 | 1.7%            |
| 14   | 2019년 6월 16일 | 1.5%            |
| 15   | 2019년 6월 23일 | 2.1%            |
| 15   | 2019년 6월 23일 | 1.9%            |
| 16   | 2019년 7월 7일  | 1.9%            |
| 16   | 2019년 7월 7일  | 1.7%            |
| 17   | 2019년 7월 14일 | 2.0%            |
| 17   | 2019년 7월 14일 | 1.9%            |
| 18   | 2019년 7월 28일 | 2.1%            |
| 18   | 2019년 7월 28일 | 1.4%            |
| 19   | 2019년 8월 4일  | 1.7%            |
| 19   | 2019년 8월 4일  | 1.5%            |
| 20   | 2019년 8월 11일 | 1.8%            |
| 20   | 2019년 8월 11일 | 미집계          |

## 동시간대 경쟁 프로그램
- 개그콘서트 (KBS 2TV)
- 미운 우리 새끼 (SBS TV)
- 썰전 (JTBC)
- tvN 토일드라마 (tvN)
- OCN 토일드라마 (OCN)

## 결방 사유
- 2019년 6월 30일 : MBC 특별대담 '판문점, 세기의 만남' 이후 한반도 방송으로 결방
- 2019년 7월 21일 : 2019 FINA 광주 세계수영선수권여 200M 개인혼영 준결승 방송으로 결방